# 伊丽莎白·格尔格尔
伊丽莎白·格尔格尔（德語：Elisabeth Görgl，1981年2月20日—），奥地利女子高山滑雪运动员。她曾代表奥地利参加2006年、2010年和2014年冬季奥林匹克运动会高山滑雪比赛，共获得二枚铜牌。